# Giou-de-Mamou
Giou-de-Mamou är en kommun i departementet Cantal i regionen Auvergne-Rhône-Alpes i mitten av Frankrike. Kommunen ligger  i kantonen Aurillac 4e Canton som ligger i arrondissementet Aurillac. År 2022 hade Giou-de-Mamou 736 invånare.

## Befolkningsutveckling
Antalet invånare i kommunen Giou-de-Mamou
Referens:INSEE